# Ectenurus virgulus
Ectenurus virgulus är en plattmaskart. Ectenurus virgulus ingår i släktet Ectenurus och familjen Hemiuridae. Inga underarter finns listade i Catalogue of Life.